# Eladio Dieste

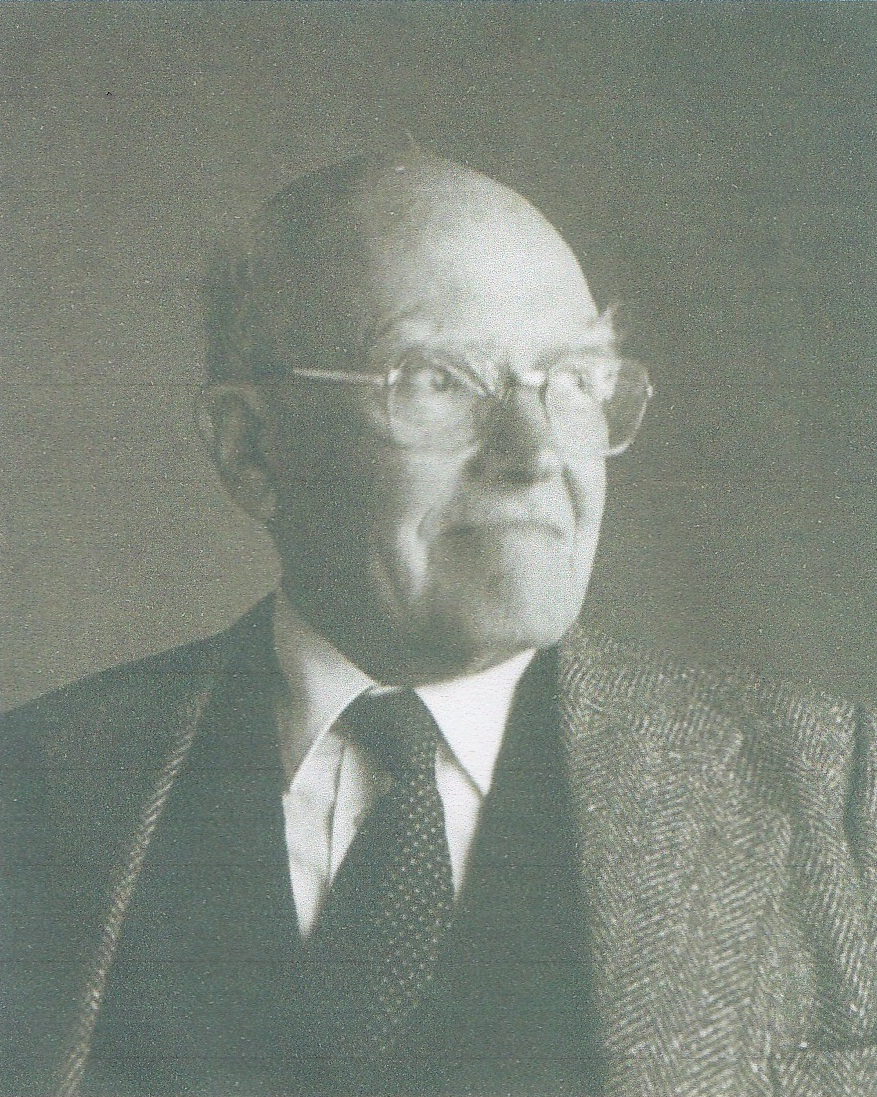
Eladio Dieste

Eladio Dieste (* 1. Dezember 1917 oder 10. Dezember 1917 in Artigas; † 19. Juli 2000 in Montevideo) war ein uruguayischer Architekt und Bauingenieur.

## Biografie

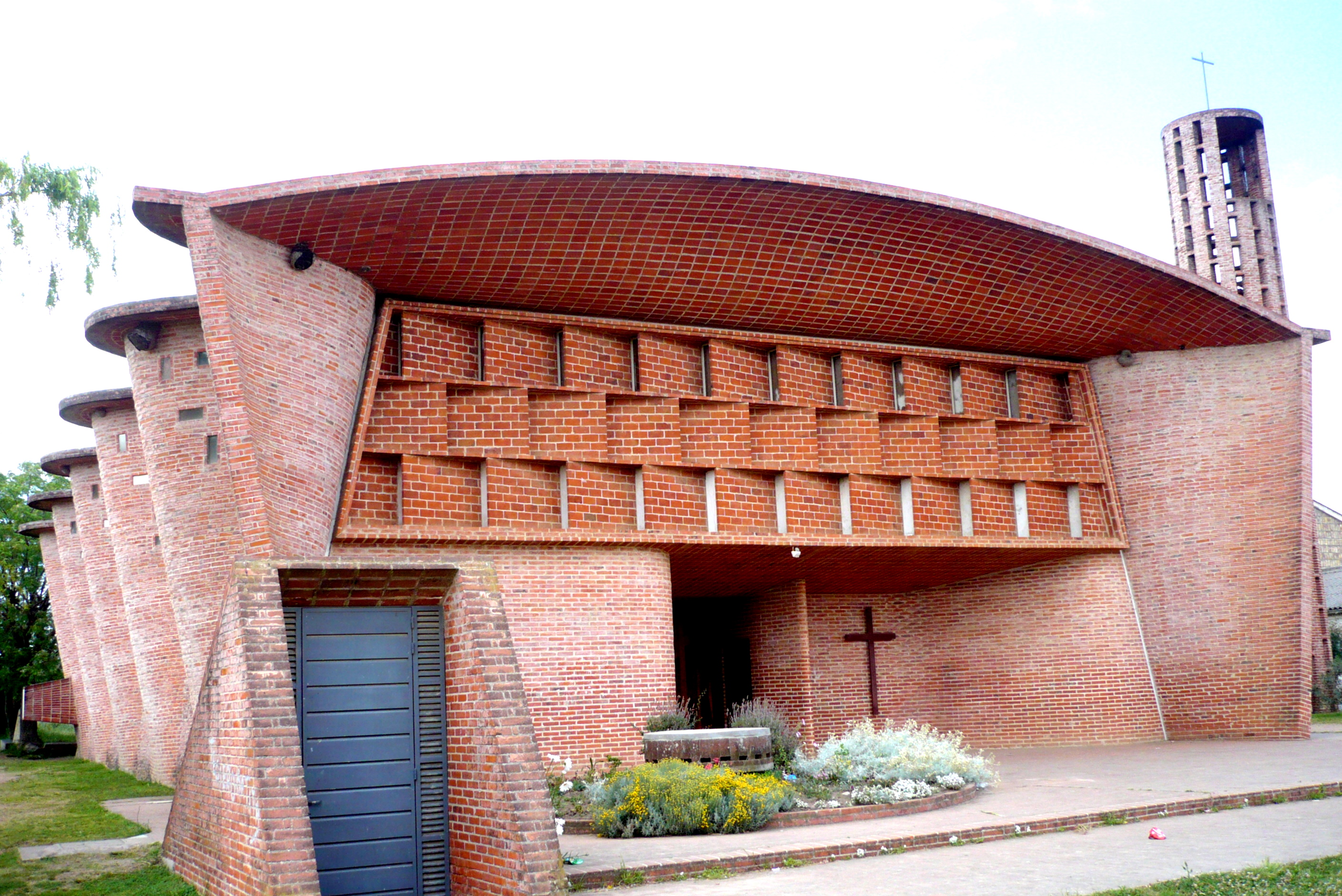
„Cristo Obrero“-Kirche in Atlántida

Sein Studium absolvierte Dieste von 1933 bis 1943 an der Fakultät für Ingenieurwesen an der Universidad de la República in Montevideo, das er mit dem Titel Ingeniero (Ingenieur) abschloss. Im Anschluss lehrte er dort bis 1965 als Professor für technische Mechanik und von 1953 bis 1973 für Brücken- und Großbauten. Von 1971 bis 1973 leitete er das Studio für Bauingenieurwesen an der Fakultät für Ingenieurwesen in Montevideo. Er war korrespondierendes Mitglied der Academia de Ciencias de la República Argentina und der Academia Nacional de Bellas Artes de Argentina sowie Mitglied der Academia Nacional de Ingeniería Uruguay (ANIU).
Mit seiner Frau Elizabeth Friedheim hatte er zwölf Kinder. Andere Quellen schreiben ihm lediglich elf Kinder zu.

## Werk
Dieste entwarf in Uruguay viele öffentliche, industrielle, kommerzielle und religiöse Gebäude. Zu seinen bekanntesten Projekten zählt die 1958 erbaute „Cristo Obrero“-Kirche in Atlántida. Sie wurde 2021 zum UNESCO-Welterbe erklärt. Auch der Fernsehturm von Maldonado, der Wasserturm in Salto oder die Kirche San Juan de Ávila in Alcalá de Henares (Spanien) fallen durch ihre architektonische Qualität auf. Dieste arbeitete häufig mit armiertem Ziegelmauerwerk. Er war Inhaber mehrerer Patente zu Bauverfahren, hielt auch in verschiedenen europäischen Ländern Vorlesungen und war bei verschiedenen Projekten als Berater tätig, zum Beispiel beim Staudamm Salto Grande und bei den Brücken für die staatliche Eisenbahn-Gesellschaft AFE in Montevideo.

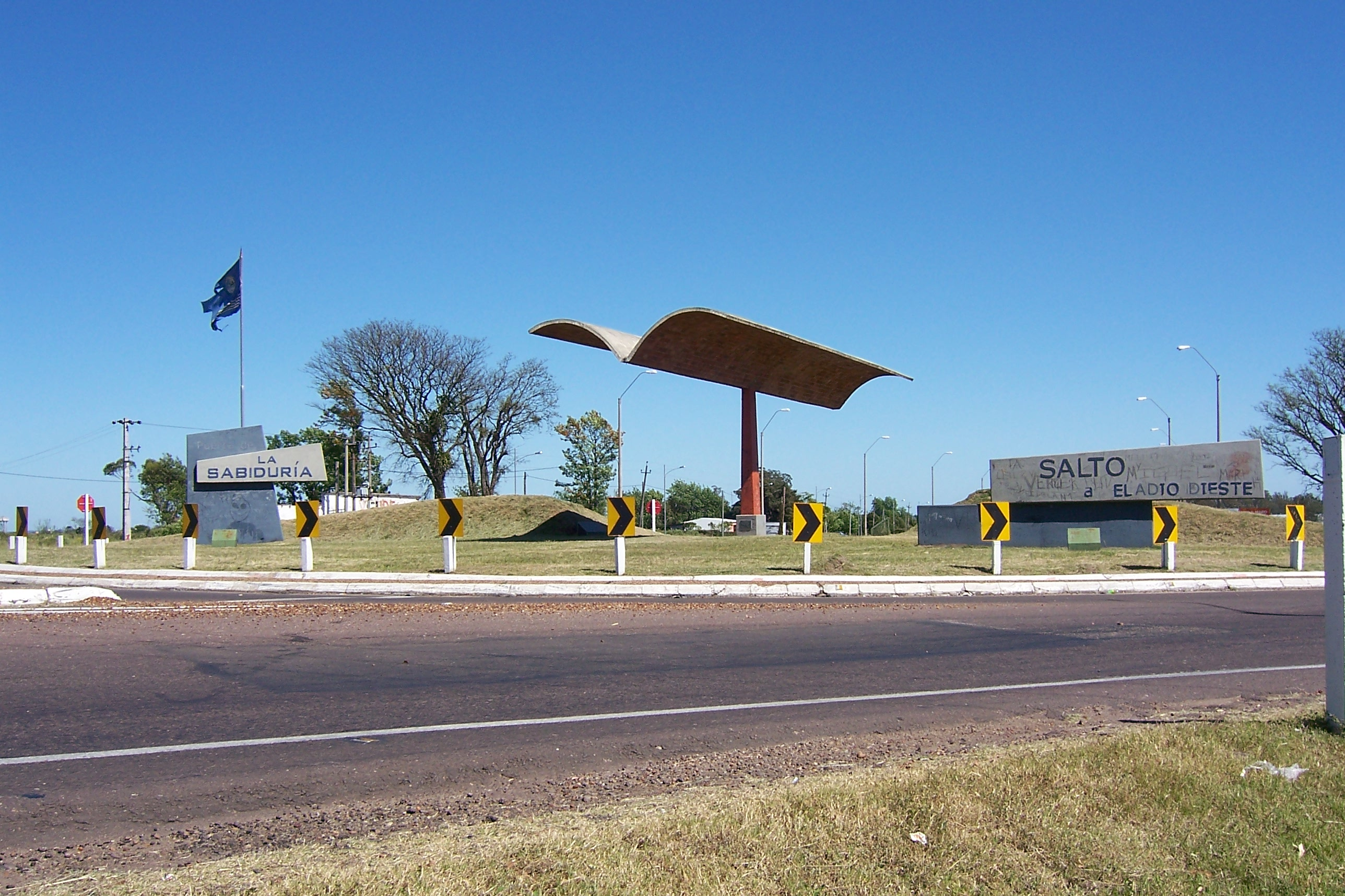
„Tor der Weisheit“,
(im Volksmund: „Die Möwe“)
Denkmal für Dieste in Salto

## Ehrungen und Auszeichnungen
Von der Universidad de la República wurde Dieste der Ehrendoktortitel verliehen. Zudem war er Ehrenprofessor der Fakultät für Architektur an der Universität von Montevideo und ebenfalls Ehrenprofessor der Fakultät für Architektur und Stadtplanung der Universidad de Buenos Aires in Argentinien. Von der UNESCO wurde er als Professor für mehrere Universitäten in Lateinamerika berufen.
Für seine Arbeiten wurde er mehrfach ausgezeichnet, unter anderem 1990 mit dem Preis für das Gesamtwerk bei der Biennale in Quito, dem „Gabriela-Mistral“-Preis der Organisation Amerikanischer Staaten, 1991 mit dem Amerika-Preis für das Gesamtwerk und 1999 mit dem „Vitrubio“-Preis für Architektur.